# 小行星4243
小行星4243（4243 Nankivell）是一颗围绕太阳公转的小行星。1981年4月4日，艾倫·C·吉爾摩、潘蜜拉·M·基爾馬汀在蒂卡普湖发现了此天体。
这颗小行星的绝对星等为356.0857583019421等。